# حصن آل عويدان (حجر الصيعر)

تعديل مصدري - تعديل

حصن آل عويدان هي إحدى قرى عزلة حجر الصيعر بمديرية حجر الصيعر التابعة لمحافظة حضرموت، بلغ تعداد سكانها 42 نسمة حسب تعداد اليمن لعام 2004.